# Ajegroup
Ajegroup, o simplemente Aje, es una multinacional de bebidas de origen peruano con presencia en veintiocho países de Latinoamérica, Asia y África. Es la cuarta compañía en volumen de ventas en la categoría de bebidas sin alcohol y el tercer productor mundial en carbonatadas en aquellos países en los que opera. Con el firme compromiso de democratizar el consumo, se dirige a nuevos grupos de consumidores intentando facilitarles el acceso a productos de una buena calidad a un precio justo. Su modelo de negocio diferencial, centrado en las relaciones y las redes de distribución. Contando con más de 3 décadas en el mercado, llega a millones de consumidores en los países donde opera, abasteciendo más de 1 560 000 puntos de venta. En cuanto a sus canales de distribución, Aje cuenta con 120 centros propios, además de los de sus socios estratégicos y los de los distribuidores locales. A nivel de producción, la empresa tiene treinta y dos plantas de producción, veinticuatro en América, seis en Asia y dos en África.

## Historia
El origen de Aje se remonta a la región peruana de Ayacucho, Perú, que fue devastada en los años ochenta por el terrorismo, provocando la salida de los principales proveedores de bebidas. Fue entonces cuando la familia Añaños comenzó a producir bebidas gaseosas bajo la marca Kola Real a partir de una bebida con sabor a naranja. A partir del lanzamiento de Kola Real en 1988, la compañía se expande al resto de regiones de Perú: Huancayo en 1991, Bagua en 1993, Sullana en 1994 y Lima en 1997. Una vez cubierto el territorio peruano, la compañía adopta una estrategia de expansión internacional, extendiéndose a Venezuela en 1999 y Ecuador y Panamá en 2000. Durante este periodo de expansión, la compañía pasa de operar en el continente latinoamericano e incluso entra en el mercado asiático, llegando a países como India, Vietnam e Indonesia. 
Kola Real y otras marcas de gaseosa nacional conllevaron a que las marcas internacionales como Coca-Cola y Pepsi redujeran sus precios en el país en 2004.
En 2001, la compañía decide diversificar su portafolio de productos y comienza a comercializar agua embotellada bajo el nombre de Agua Cielo. En 2002, y atendiendo a la creciente tendencia de consumo de refresco per cápita en México, Aje entra en el país azteca con su marca más emblemática: Big Cola. Al año siguiente lanzan en Perú la bebida sabor cola amarilla Sabor de Oro, para competir con Inca Kola. Durante los años posteriores, la compañía intensifica su expansión internacional, entran en Costa Rica en 2004 y en Guatemala, Nicaragua y Honduras en 2005. Aquel 2004, la compañía decide lanzar al mercado la marca Pulp, producto de jugo de frutas variadas, y al año siguiente aparece Sporade, bebida hidratante con varios sabores. Por añadido, Aje establece su oficina corporativa en España en el año 2006, con el objetivo de establecer un punto de conexión entre ambas regiones. Durante los años posteriores, Aje continua diversificando y lanza tres nuevos productos: Cifrut (2007), Free Tea / Cool Tea (2009), Volt (2013) y Big Fresh (2017) en las categorías de bebida con sabor a frutas, té listo para beber, bebida energizante y bebida carbonatada. En 2013, y coincidiendo con el 25 aniversario de la compañía, Aje inicia las operaciones en Bolivia e isla Reunión, en este último bajo el sistema de franquicia. En el mes de septiembre de 2016, arranca sus operaciones en Egipto y Nigeria, donde cuenta con presencia a través de su marca Big Cola. 
En mayo de 2018, adquirieron las marcas de gaseosas y agua Vida, Don Isaac Kola y Perú Kola, que eran pertenecientes al desaparecido Grupo Perú Kola. Así mismo, también lanzaron los mixers ginger ale y citrus Sirana. En 2020, se lanza la marca de alimentos D'Gussto.
En junio de 2024, el Grupo Aje estrenó la franquicia de tiendas de descuento 3A.

## Marcas

### Big Cola

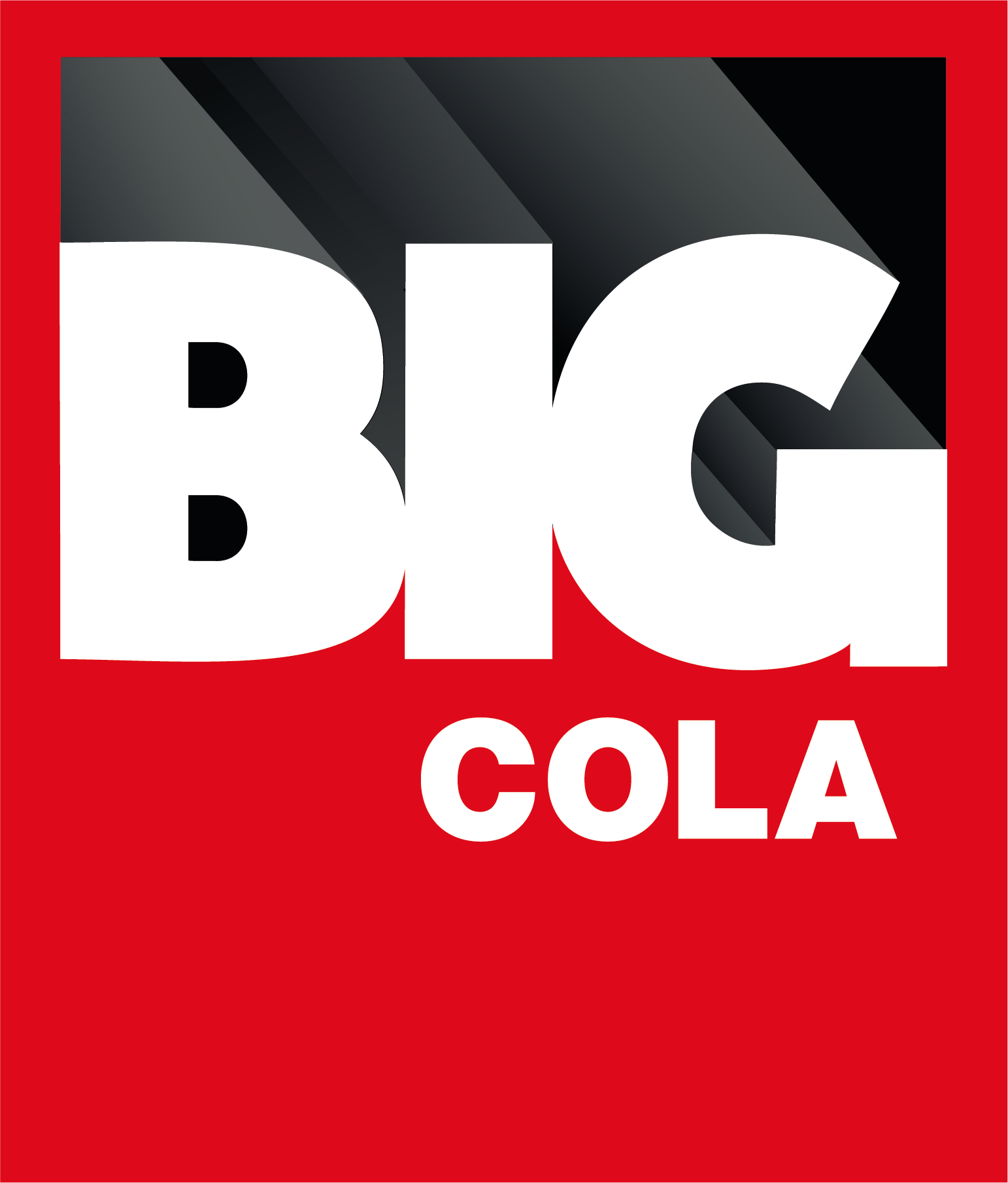
Big Cola (Aje)

Aje es conocida en América por una marca de gaseosa llamada Big Cola, con sabor a cola. Para expandirse, Aje coloca al mercado más sabores y añade a sus productos las marcas Big naranja, Big manzana y Big piña. En el caso de Colombia, el sabor cola, sabor a caramelo, lo toman por kola, entonces la llaman Big Cola seguido del nombre del sabor. Por ejemplo, Big Cola Naranja. Big Cola, por su parte, representa el 10 % del mercado de gaseosas en Colombia. En Venezuela y México, la de sabores se llama First. Cuenta con la certificación de Análisis de Peligros y Puntos de Control Críticos (HACCP).

### Sporade
Sporade es una bebida no gasificada, usada para rehidratar y recuperar carbohidratos, bajo la forma de azúcares y glucosa, agotados durante el ejercicio. Es comercializada por Aje. Tiene varios sabores a elección del consumidor.

### Otras
La empresa también ofrece a Pulp, un jugo sabor a durazno, como también ofrece el Pulpin, que es una versión pequeña del Pulp, una bebida a base de té llamada Free Tea (o Cool Tea en algunos países) y los energizantes Volt. Además, ofrece agua gasificada y no gasificada llamada Cielo (patente compartida con ISM), una bebida gaseosa amarilla Sabor de Oro, bebidas alcohólicas como cerveza Tres Cruces y un jugo de cítricos llamado Cifrut, de gran aceptación en su país de origen: Perú. En 2017, lanzó el primer producto bajo la marca BIO, una bebida a base de aloe vera. Desde 2019, Aje fue introduciendo bebidas naturales con frutas amazónicas, incorporándolas al portafolio de bebidas 100 % naturales de BIO. En 2020, se lanza la marca de alimentos D'Gussto. En 2022, relanzan Sirana con agua tónica acompañando a los mixers ginger ale y citrus.
Aje también comercializó unas bebidas ligeramente gasificadas llamadas Free World y Free World Light desde 2005 hasta 2012. La empresa retomó esta categoría en 2017 por un corto tiempo con una efímera marca Big Fresh.